# Искрене исповести Адријана Алберта Мола
Искрене исповести Адријана Алберта Мола (енгл. True Confessions of Adrian Albert Mole, Margaret Hilda Roberts and Susan Lilian Townsend) је роман из 1989. године, савремене енглеске књижевнице Сју Таунсенд (енгл. Sue Townsend). Прво српско издање књиге је објавила издавачка кућа "Атос" из Београда 1999. године у преводу Александра Саше Петровића. Касније је књигу објавила издавачка кућа "Лагуна" 2003. у преводу Зорана Илића под насловом Искрене исповести Адријана Алберта Мола, Маргарет Хилде Робертс и Сузан Лилијен Таунзенд.

## О писцу
Сузан Лилијан „Сју“ Таунсенд (2. април 1946 - 10. април 2014) је била британски романописац. Најпознатија је по романима о Адријану Молу. Писала је и позоришне комаде. Дуги низ година боловала је од дијабетеса, због чега је 2001. године остала слепа, и ту тему је уткала у свој рад.

## О књизи
Књига Искрене исповести Адријана Алберта Мола трећа је у низу од осам књига дневничких бележака тинејџера Адријана Мола. 

### Настанак серијала о Адријану Молу
У уметничком часопису "Магазин" су се појавиле прве ауторкине две приче о дечаку који се тада звао Најџел Мол. Убрзо је настала и радио драма „Дневник Најџела Мола, старости 13 година и 1/4“, која је емитована јануара 1982. године. Из  издавачке куће "Methuen" су чули ово емитовање и тражили од ње да напише прву књигу „Тајни дневник Адријана Мола, старости 13 година и 1/4“. Инсистирали су на промени имена и књига је објављена исте те године у септембру.

## Радња
У трећој књизи о Адријану Молу Искрене исповести Адријана Алберта Мола главни јунак је одрастао, или бар тако пише у његовом пасошу. Живи и даље у родитељској кући, држи се свог излизаног умиљатог крпеног зеца Пинкија, ради као књишки мољац у месној библиотеци и жуди за љубављу свог живота. Пандора му покушава доказати да одрасло доба није баш оно што се надао да ће бити, и он сматра да интелектуалци и песници не могу увек да имају баш све од живота. Пунолетство није баш онакво каквим га је сањао.
Овом књигом обухваћена су и два мање славна дневника. Један је писала Сју Таунзенд, а други Маргарет Хилда Робертс, амбициозна кћерка ситног трговца из Грантама. 

## Главни ликови
- Адријан Мол
- Пандора Бректвејт
- Џорџ Мол
- Полин Мол
- Меј Мол
- Берт Бекстер
- Дорин Слејтер